# Сен-Ромен-де-Бене
Сен-Роме́н-де-Бене́ (фр. Saint-Romain-de-Benet) — коммуна во Франции, находится в регионе Пуату — Шаранта. Департамент коммуны — Шаранта Приморская. Входит в состав кантона Сожон. Округ коммуны — Сент.
Код INSEE коммуны — 17393.

## Население
Население коммуны на 2010 год составляло 1620 человек.
| 1962 | 1968 | 1975 | 1982 | 1990 | 1999 | 2010 |
| ---- | ---- | ---- | ---- | ---- | ---- | ---- |
| 1164 | 1130 | 1064 | 1157 | 1244 | 1374 | 1620 |